# جيرزية (لغة)

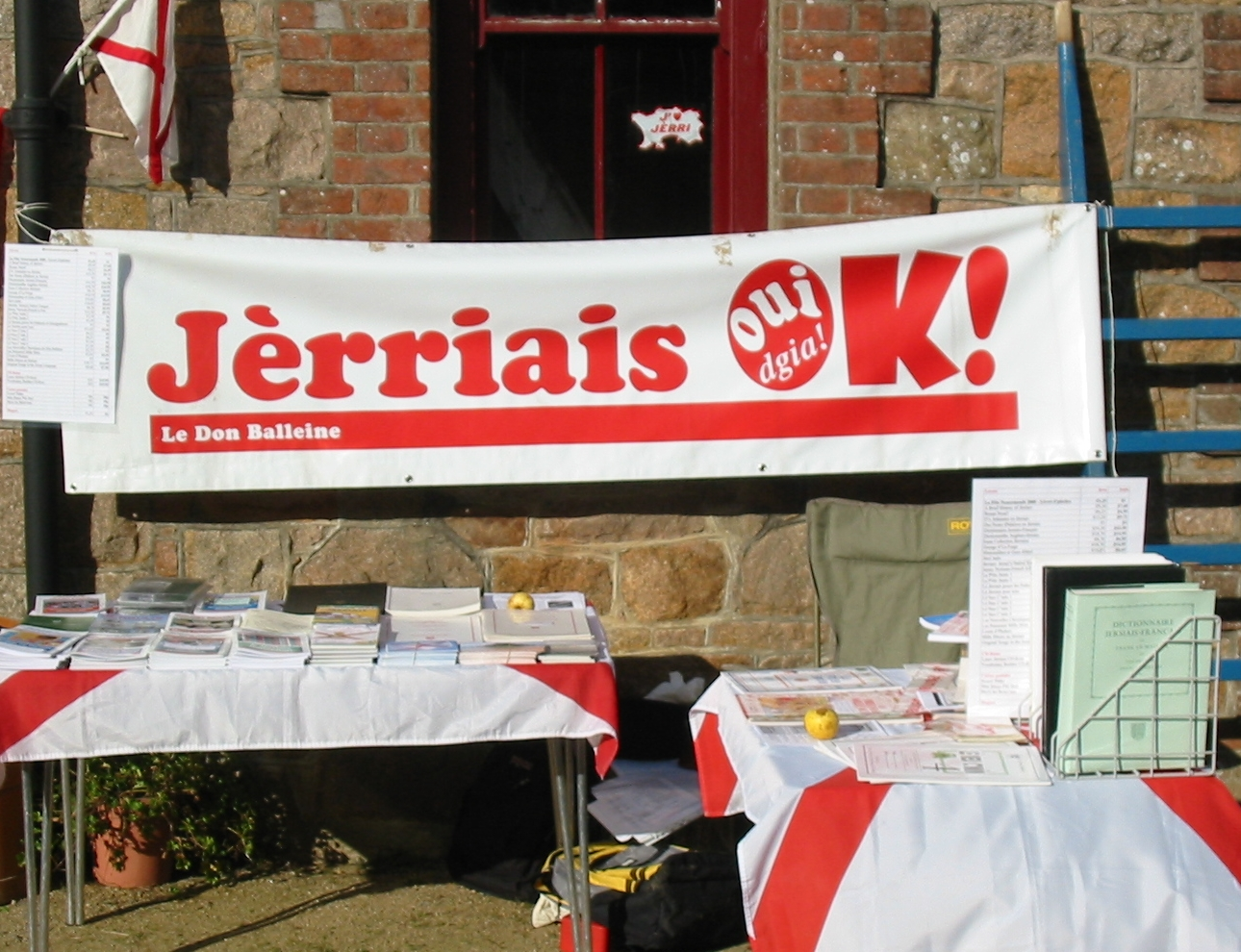
كشك اللغة الجيرزية في Cider Fairy (مهرجان نبيذ التفاح).

الجيرزية هي لهجة نورمندية مستخدمة في جيرزي من جزر القنال الإنجليزي.

## الوضع الحالي في جيرزي
تم الاعتراف باللغة الجيرزية كلغة رسمية من قبل حكومة الجزيرة في 12 فبراير 2019. قبل ذلك التاريخ، كانت الإنجليزية والفرنسية هي اللغتان الرسميتان الوحيدتان في الجزيرة.
تُعرف اللغة الجيرزية أيضًا بأنها اللغة الإقليمية للجزر البريطانية في إطار المجلس البريطاني الأيرلندي (مع الغيرنزية، الأيرلندية، الويلزية، الغيلية لإسكتلندية، الإسكتلندية، الأولسترية الإسكتلندية، مانكس والكرنية).
يتم التعليم الاختياري للجيرزية في مدارس جيرزي. حوالي مائتي طفل يتعلمونها في المدارس الابتدائية في الجزيرة.
نجد عناصر الجيرزية في الأسماء النورماندية للمواقع الجغرافية بالجزيرة، وكذلك في أسماء الشوارع.
يمكن رؤية لافتات ثنائية اللغة في متاحف جيرزي والمطار ومحطات العبّارات والرعاية.
وفقًا لتعداد عام 2011، يتحدث 1 700 شخص (من أصل 97 857 نسمة أو 1.7% من السكان) باللغة الجيرزية بطلاقة أو جزئيا. وفقًا للمسوحات، فإن ما يصل إلى 15% من السكان يمكنهم فهم اللغة. لأول مرة، في عام 2001، كانت هناك زيادة في استخدام اللغة بين الأطفال والشباب.
يوجد موقع على شبكة الإنترنت باللغة الجيرزية صفحات الجيرزية [الإنجليزية]. يقدم هذا الموقع العديد من المعلومات الثقافية واللغوية عن اللغة النورمندية في جيرزي.
لا ينبغي الخلط بين الجيرزية وفرنسية جيرزي [الإنجليزية]، اللغة الرسمية. الفرنسية لا تزال تستخدم لتعيين المهام الرسمية.

## الجيرزية في غاسبيزيا
تعد غاسبيزيا، المنطقة الشرقية من كيبيك، المكان الوحيد في العالم خارج جزيرة جيرزي حيث تسود اللغة الجيرزية.
تمكن المهاجرون من جيرزي، الذين وصلوا إلى غاسبيزيا على الأراضي الفرنسية، من تأسيس مجتمع قوي في جيرزي والتحدث باللغة الجيرزية، عندما أصبح التعليم في جيرزي آنذاك إجباريًا وباللغة الإنجليزية فقط.
في القرن التاسع عشر، كان الناطقون باللغة الجيرزية عديدون في غاسبيزيا، وكانت لغتهم، الجيرزية، يتحدث بها بطلاقة، وبشكل أساسي في ريفيار-أو-رونار [الفرنسية] حتىباسبيبياك [الفرنسية]، فيخليج شالور [الفرنسية].
شارك الجيرزيون في ثقافتين، الفرنسية والإنجليزية. ففي المتاجر، أُستخدمت اللغة الجيرزية ليفهم السكان المحليين، سواء كانوا فرنسيين أو إنجليزيين، كلمات المعاملات التجارية.
في الستينيات من القرن العشرين كانت اللغة الجيرزية لا تزال منتشرة، ولكن الفرنسية تفوقت عليها الآن إلى حد كبير. على الرغم من ذلك لا يزال هناك مجتمع الجيرزيين والغاسبيزيين في غاسبيزيا، ولا تزال الاستعارات موجودة في اللغة الفرنسية الشعبية المحكية في مناطق معينة من غاسبيزيا.

## أدب

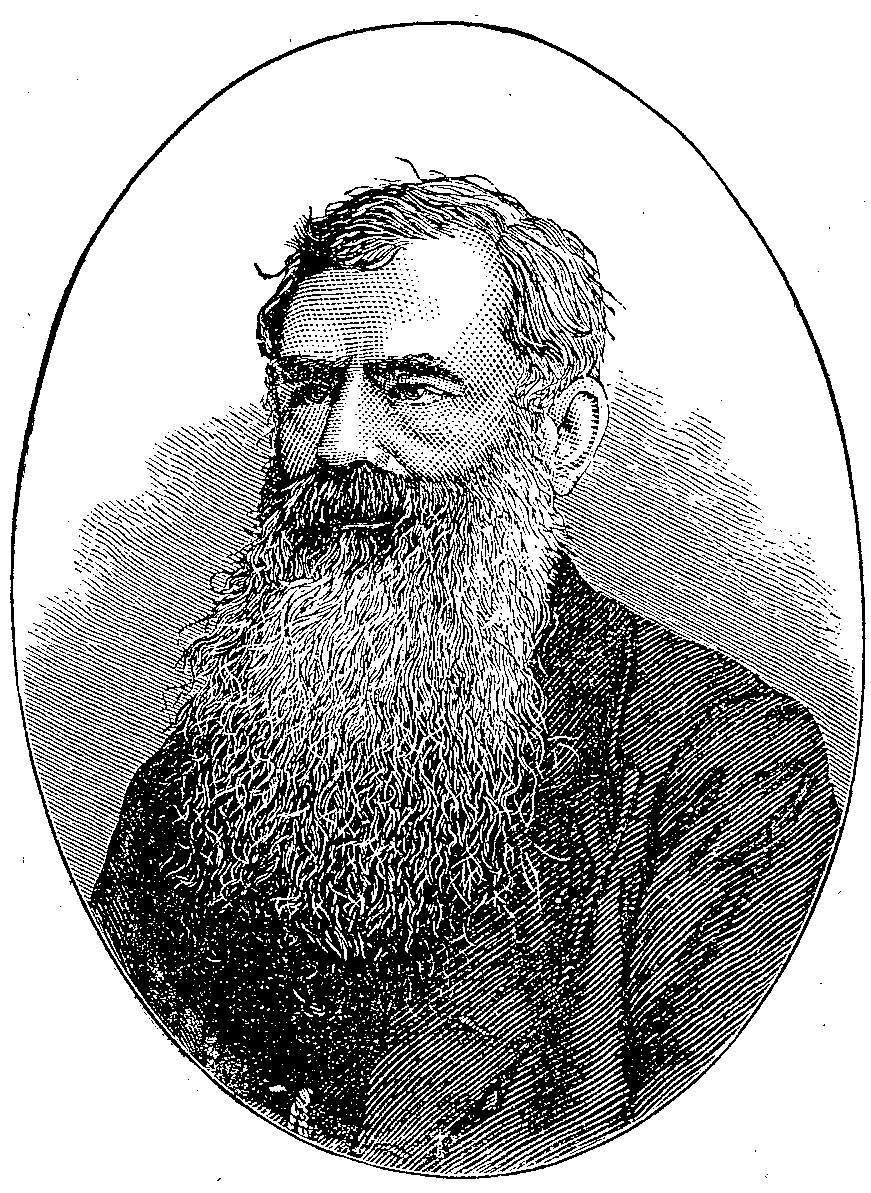
ليليوس (ميسير روبرت بيبون ماريت)

يعتبر الجيرزي واس مؤسس أدب جيرزي في القرن الثاني عشر.
ولكن لا يوجد سوى عدد قليل من المؤلفات باللغة المكتوبة قبل إدخال الطباعة في جيرزي عام 1783. من المجلات والصحف الأولى المطبوعة في جيرزي، هناك رسائل ومقالات وأشعار بالجيرزية.
كانت أول قصيدة مطبوعة ومؤرخة (1795) إعلانًا مقفى للتبغ باسم ماثيو لو جيت [الفرنسية] (1777 - 1849)، وهو أيضًا مؤلف أشعار ساخرة عن الحياة العسكرية والاجتماعية في ذلك الوقت.
لعب روبرت بيبون ماريت [الفرنسية]، الشاعر والمحامي والصحافي والمخلص من جيرزي (1820 - 1884)، دورًا مهمًا في توحيد قواعد الكتابة. لقد اقترح اعتماد قواعد كتابة اللغة الفرنسية حيث كانت الفرنسية في ذلك الوقت هي اللغة الرسمية الوحيدة للإدارة في جيرزي. ونقل فرانسوا فيكتور هوجو في كتابه «النورماندي المجهولة» La Normandie inconnue عن مؤلف ماريت الطفلة المريضة (Fille Malade).
خلال نفيه في جيرزي، كان فيكتور هوجو مهتمًا بلغة الصيادين الجزائريين ورحب بكُتّاب البلد. وكان متعاطفًا مع الشاعر فيليب أسبلت (1818 - 1893). وجان سوليفان (1813 - 1899)، وهو كاتب جيرزي، كتب هوغو في عام 1864 أن الجيرزية هي «لغة محلية ثمينة» وكتب أيضا في أرخبيل المانش [الفرنسية] (1883) «بالنسبة لهذا اللهجة العامية، إنها لغة حقيقية، ليست حقيرة على الإطلاق. هذه اللهجة هو لغة كاملة وغنية وفريدة للغاية.»
كتب أوجستس آسبليت لو جروس [الفرنسية] (1840-1877) أشعار غنائية حول المرأة والوطنية في جيرزي. أصدر مجلة سنوية صغيرة في الشعر، وشجع الأدب الجاد في جيرزي. كان يعمل مع الكاتب جيرزي فيليب انجلوا في تحرير قاموس الذي كان بمثابة الأساس لمسرد اللهجة الجيرزية التي نشرتها جمعية جيرزي في عام 1924.
كتب إدوين جون لوس (1881 - 1918)، محرر جريدة نيو جيرزي كرونيكل، أشعارا ساخرة.
كتب فيليب لو سوير مورانت [الفرنسية] (1848 - 1918) سلسلة من المقالات للصحف والقوائم التي تحدثت عن مغامرات الشخصيات جيرزية النمطية بدءًا بأبناء الريف، ثم من عام 1911 عن الجيرزيين السذج في البلدة لمواجهة تزايد انحراف المجتمع.
جورج ويليام كارتيريت [الفرنسية] (1869 - 1940)، صحفي، كتب سلسلة أسبوعية في صحف جيرزي منذ أواخر القرن التاسع عشر حتى الاحتلال الألماني. اخترع شخصية كاوين (البومة) التي علقت على الانتخابات، والإدارات الضيقة والثرثرة في زاويا جيرزي. وجود الدخيل الإنجليزي وعدم الرسمية في لغته سمة مميزة. 

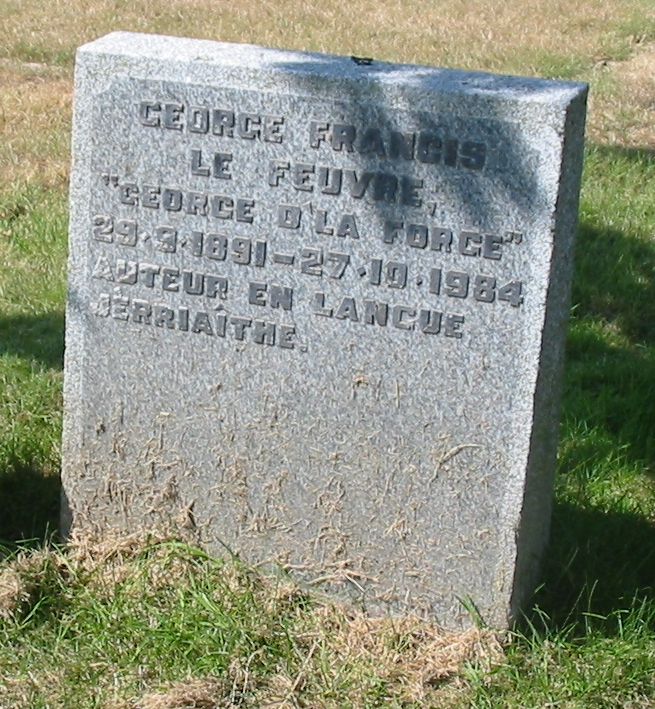
جورج فرانسيس لو فوفر، "جورج فورج"، 29.9.1891 - 27.10.1984، مؤلف باللغة الجزيرية

هاجر جورج فرانسيس لو فوفر [الفرنسية] (1891 - 1984) الذي كتب تحت اسم جورج أوف فورج إلى كندا بعد الحرب العالمية الأولى وأصبح لاحقًا مواطناً أمريكيا، ولكن بين نهاية الحرب العالمية الثانية ووفاته أرسل أسبوعيًا رسالة بالجيرزية إلى صحف جيرزي تحتوي على تعليقات حول العالم والسياسة الأمريكية، ولكن معظمها من مذكرات شبابه في جيرزي والعالم المفقود من طفولته. أُقتلع من وطنه ولكنه بقي وطنيًا، وظل محافظًا ونقياءًا بلغته، ولا سيما متأثرًا بالمعجمي فرينك لو ميستر.
فرينك لو ماستر [الفرنسية](1910 - 2002)، مزارع، بدأ بمساعدة جان دوري [الفرنسية]، في إنجاز قاموس موسوعي للجيرزية نُشر عام 1966 بمشاركة مالية من ولايات جيرزي بمناسبة 900 عام من غزو النورمان لإنجلترا. لو ماستر، الذي كرمته أكاديميات كاين [الفرنسية] وأوبسالا، والملكة إليزابيث الثانية، والجمهورية الفرنسية، كان منذ فترة طويلة رئيس تحرير المجلة الفصلية بالجيرزية. مدافعا عن اللغة القديمة حارب الأنجليسسم والمستحدث من الألفاظ إلى حد تشجيع الغاليسِسم والمهجور. لقد كان شاعرا ذو مستوى جد متواضع، ولكن خاصة أبحاثه في دراسة أسماء المواقع الجغرافية وفي معجم الجيرزية هي التي خلدته كمعلم تذكاري.
أميليا بيركارد [الفرنسية](1921 - 2012) كاتبة ومؤلفة مسرحية وشاعرة وكاتبة باللغة الجيرزية تعد مسرحياتها جزءًا من تاريخ المسرح في جيرزي.

## تاريخ

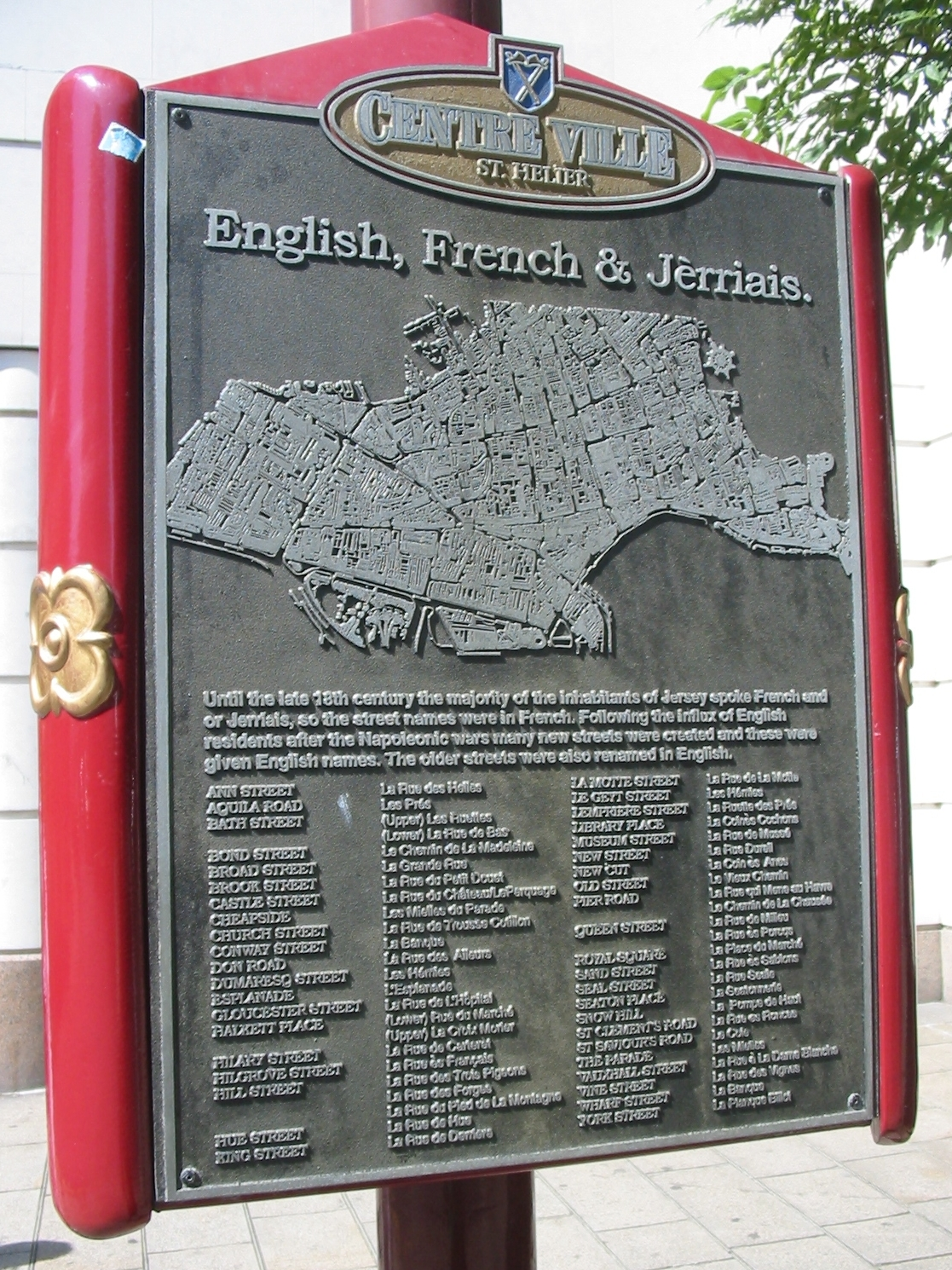
توضح لافتة في سانت هيلير التراث اللغوي، أسماء الشوارع، الإنجليزية، الفرنسية والجيرزية.

في عام 933، تم دمج جيرزي في أراضي دوقية نورماندي. وبها وصلت اللغة النورماندية، ولكن بداية تطور الذاتية كان ينتظر تقسيم نورماندي في عام 1204.
و الجيرزية تحتوي على كلمات من أصل اسكندنافي، مثل:
- greune (صخرة في البحر أسفل السطح مباشرة عند انخفاض المد)
- hèrnais (عربة)
- graie (تحضير)
- hague (الزعرور)
- mielle (الكثبان الرملية)
- bel (فناء)
- hougue (تل)
- haûgard (حقل لأكوام الحبوب)

## علم الأصوات

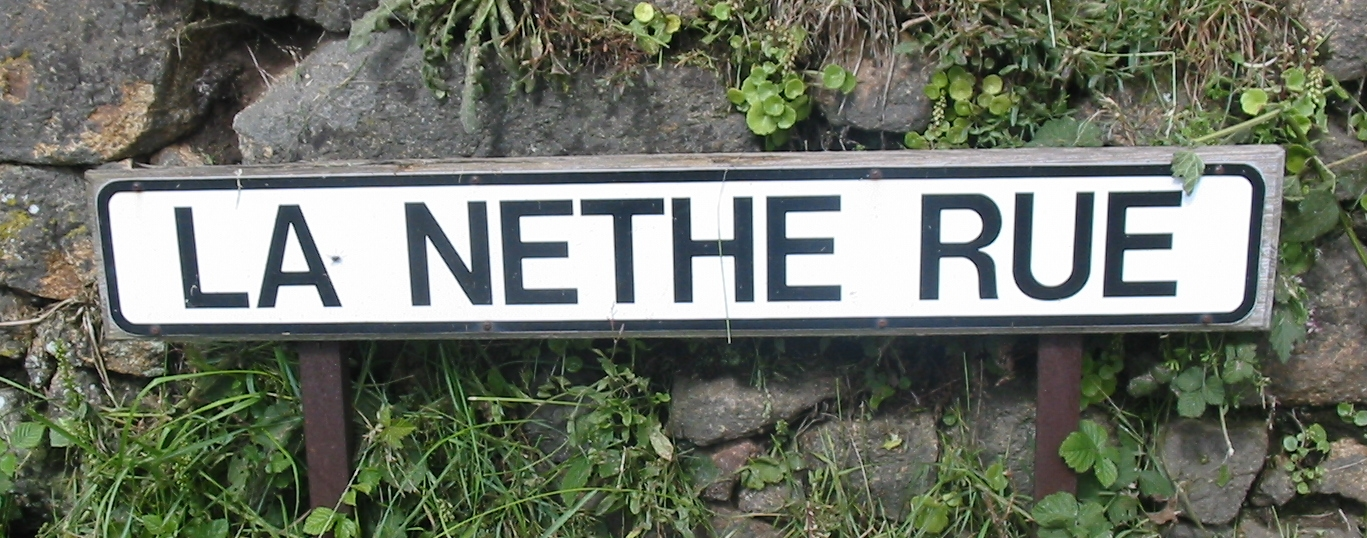
"الشارع الأسود" في سان اوين، جيرسي : اسم الشارع هذا يظهر / th / jersiais

واحدة من الخصائص المميزة للجيرزية هي / th / التي تميز اللغة عن الغيرنزية والنورمندية القارية.

## معرض صور

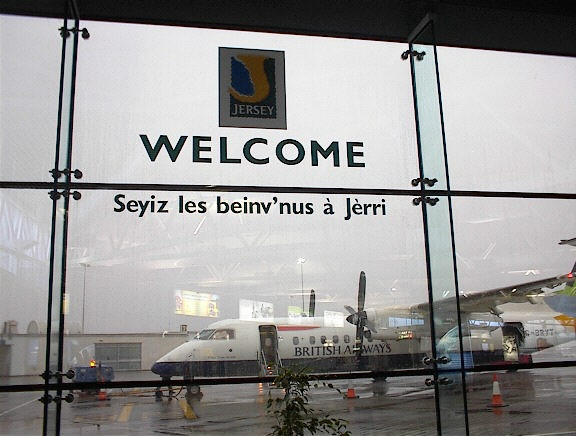
إعلان الترحيب في جيرزي في مطار ساينت هيلير.
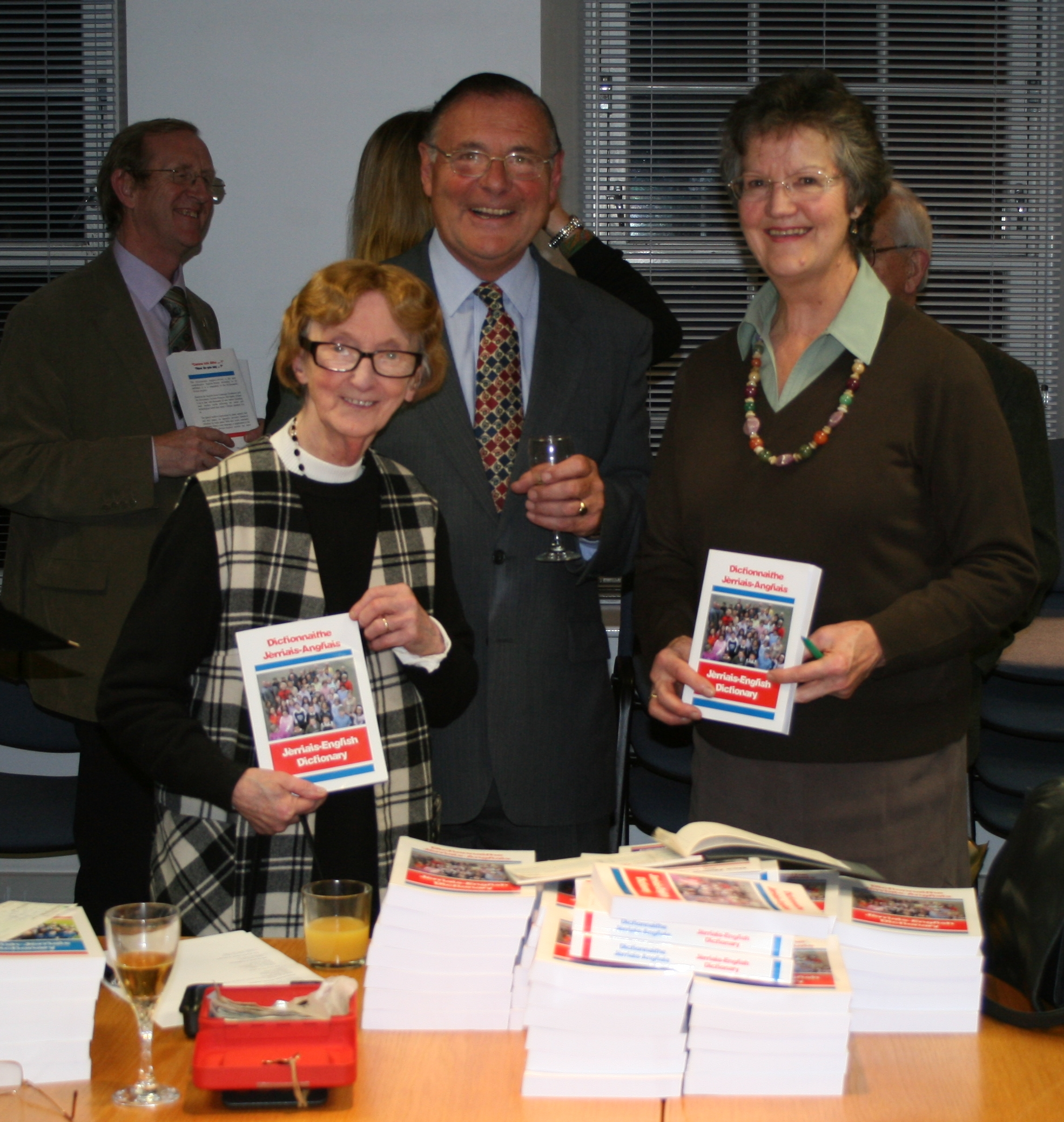
بيع Dictionnaithe Jèrriais-Angliais.
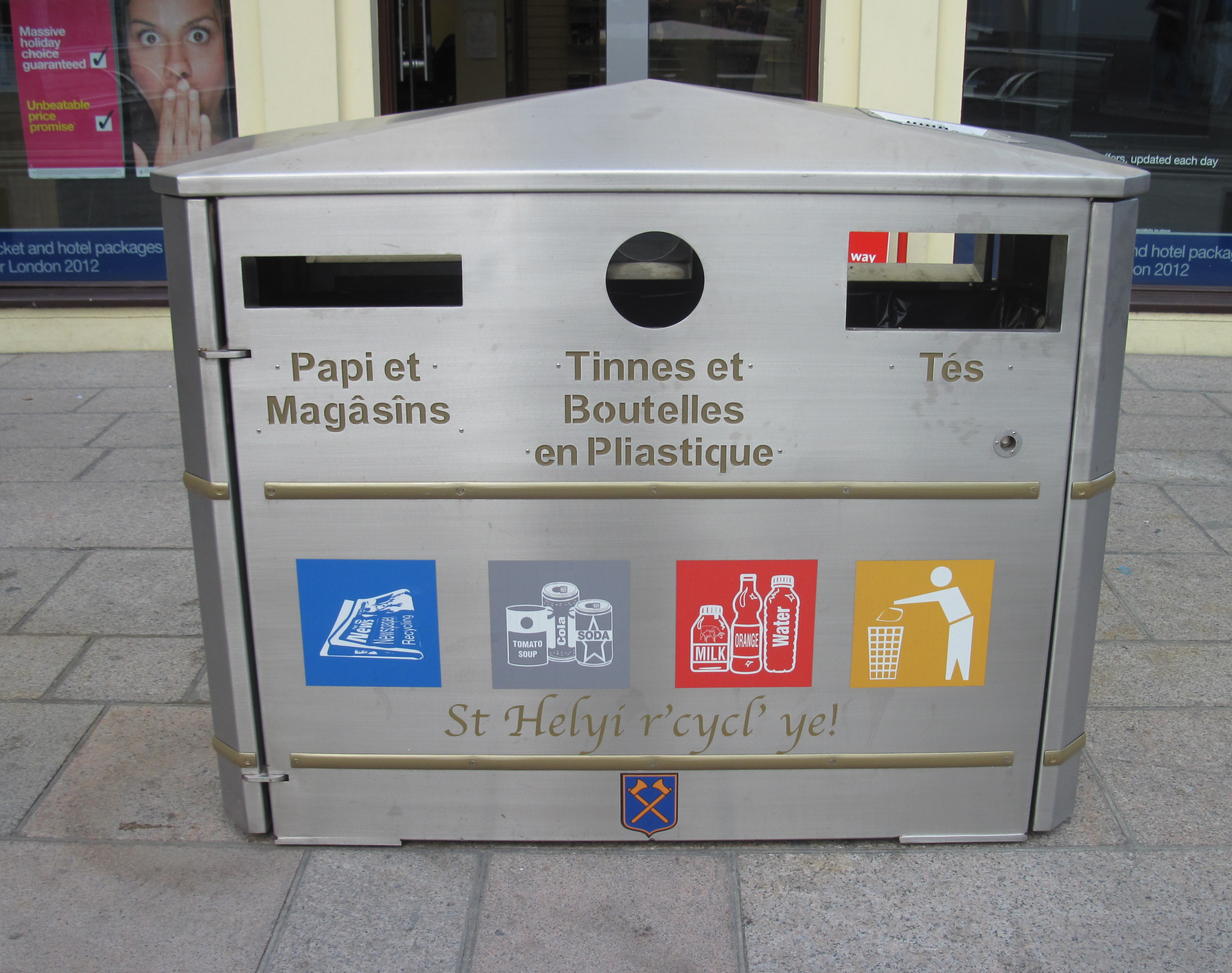
حاوية التجميع لإعادة التدوير باللغة الجيرزية في ساينت هيلير.
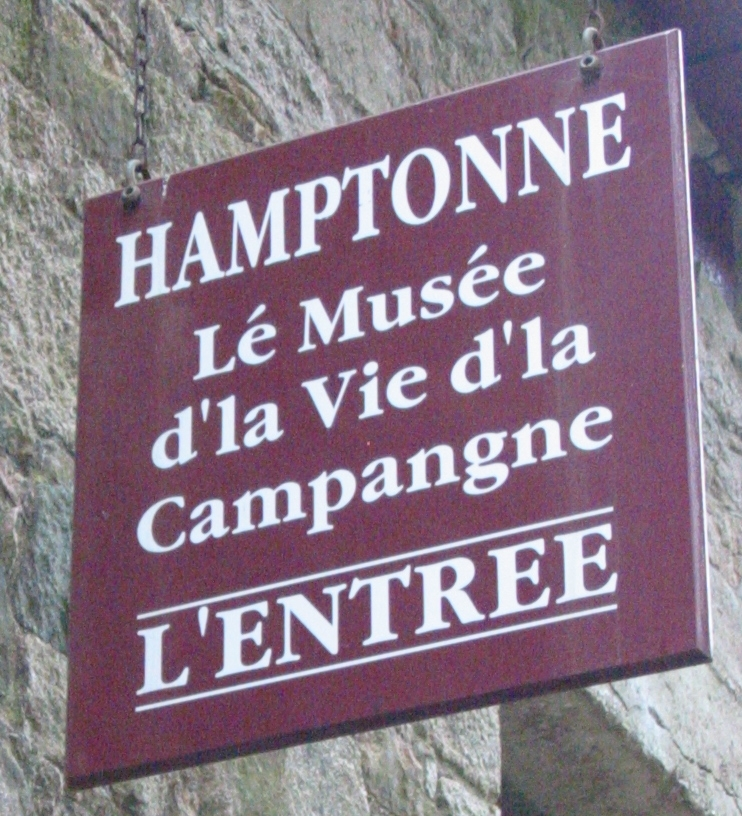
متحف الحياة الريفية (متحف التقاليد الريفية في جيرزي).
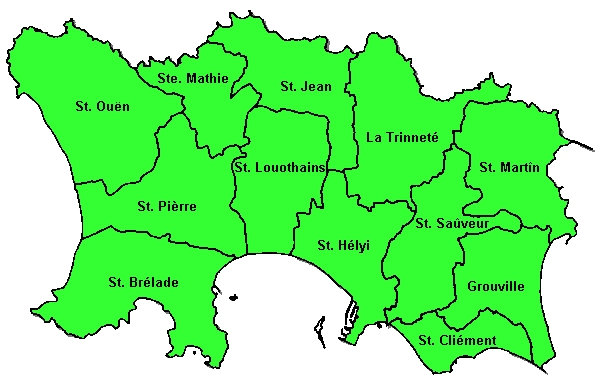
أبرشيات (مقاطعات) جيرزي بالجيرزية.

## مذكرات
1. ↑  Société des Jersiais et Guernesiais
2. ↑  المخلص (الذي يأتي من bajulus اللاتينية [الحاكم]) هو بالمعنى العام : ممثل السلطة في الإقليم.
3. ↑  Jean Sullivan
4. ↑  Glossaire du Patois Jersiais
5. ↑  La Nouvelle Chronique de Jersey
6. ↑  Caouain
7. ↑  George d'la Forge
8. ↑  Fraînque Le Maistre

## قائمة المراجع
- Frank Le Maistre (فرانك لو ميستري)،Dictionnaire jersiais-français, avec un vocabulaire français-الجيرزية par A.-L. Carré (قاموس فرنسي-جيرزي، مع مفردات اللغة الفرنسية-الجرسية) A.-L. Square، Geneva، Droz، 1966، 640 p.

## روابط خارجية
- جيرزي - صفحات الجيرزية
- فيلم وثائقي لفيلم Andéanne Germain حول قضية الجزيرية كجزء من Müvmédia.tv 2008 نسخة محفوظة 4 أكتوبر 2008 على موقع واي باك مشين.
- قاموس الجرزية

## مقالات ذات صلة
الجيرزية (مجموعة متنوعة من اللغة النورمندية تحدثون بها في جيرزي، بالقرب من غيرنزي)
علم اللغة
قائمة اللغات
اللغات الهندية الأوروبية
اللغات الرومانسية
اللغات غالو الرومانسية
لغات الأيل
اللغة النورمندية